# 伊藤五百亀
伊藤 五百亀（いとう いおき、男性、1918年5月11日 - 1992年3月4日）は、日本の彫刻家。1974年に『うたかたの譜』で文部大臣賞、1982年に『渚』で日本芸術院賞を受賞している。

## 来歴・人物
1918年、愛媛県新居郡大保木村（現、西条市黒瀬）にて出生。17歳の時、雑誌に掲載されていた帝展（現、日展）作品の彫刻を見て感動、彫刻家を志し、上京して多摩帝国美術学校に入学。中途退学するも、その後も吉田三郎に師事し、本格的な創作活動を行った。
1942年、第5回文部省美術展覧会に出品した「立像」が入選、翌年の文部省美術展では「鍬の戦士」が特選となる。
終戦後、五百亀は帰郷し、彫刻活動を断念した。しかし、当時の大保木村村長・伊藤一らが後援会を組織し、五百亀を励ました。五百亀は再び上京し、制作活動を再開。1954年、第10回日展で『潮先』が特選、1955年、第11回日展で『崖』が特選を受賞し、復帰を果たした。
その後、1956年より第12回日展審査員を6回務め、1962年より社団法人日展評議員、1974年の日展で文部大臣賞を受賞、1978年に社団法人日本彫塑会（現日本彫刻会）監事、1982年には日本芸術院賞を受賞、1983年に日展理事を歴任した。1991年、西条市功労賞を受賞。
制作に対する姿勢として、「忍耐強い亀が五百も集まっているんだ」と自らの精神性を語っていた。また、彫刻制作論として「制作には、心身共に健康であることが第一である」と述べ、自身の人間性と技術が一体となった作品づくりを重視していた。

## 代表作品
- 渚

高山彦九郎皇居望拝之像（三条大橋）東詰

- とこしえに（鹿児島県南九州市知覧特攻平和会館）
- 十河信二胸像（鉄道歴史パーク in SAIJO）
- 高山彦九郎皇居望拝之像
- 加藤恒忠胸像
- うたかたの譜
- 伊曽乃神社神門前狛犬
- 鍵谷カナ像
- 井上正夫像
- 子規座像（子規記念博物館）
- 柳原極堂像
- 安倍能成像（愛媛県立松山東高等学校）

## 五百亀記念館
彫刻家伊藤五百亀の顕彰施設であり、五百亀の作品や制作に使用した道具を展示する。2013年8月1日に五百亀の出身地である愛媛県西条市に開館した。
記念館は愛媛県立西条高等学校に近接し、近傍には西条市立西条郷土博物館、愛媛民藝館が所在する。
所在地：愛媛県西条市明屋敷238番地2